# Kurki (gmina Grajewo)
Kurki – wieś w Polsce położona w województwie podlaskim, w powiecie grajewskim, w gminie Grajewo.
Prywatna wieś szlachecka Kurki-Różyńsko położona była w drugiej połowie XVI wieku w powiecie wąsoskim ziemi wiskiej województwa mazowieckiego. 
W okresie międzywojennym w miejscowości stacjonowała placówka Straży Celnej „Kurki I” a następnie Placówka Straży Granicznej I linii „Kurki” (komisariat SG „Grajewo”). Majątek ziemski posiadał tu El. Filkensztejn (202 mórg).
W latach 1975–1998 miejscowość należała administracyjnie do województwa łomżyńskiego.
Wierni kościoła rzymskokatolickiego należą do parafii św. Jana Pawła II Papieża w Grajewie.